# Joris Roelofs

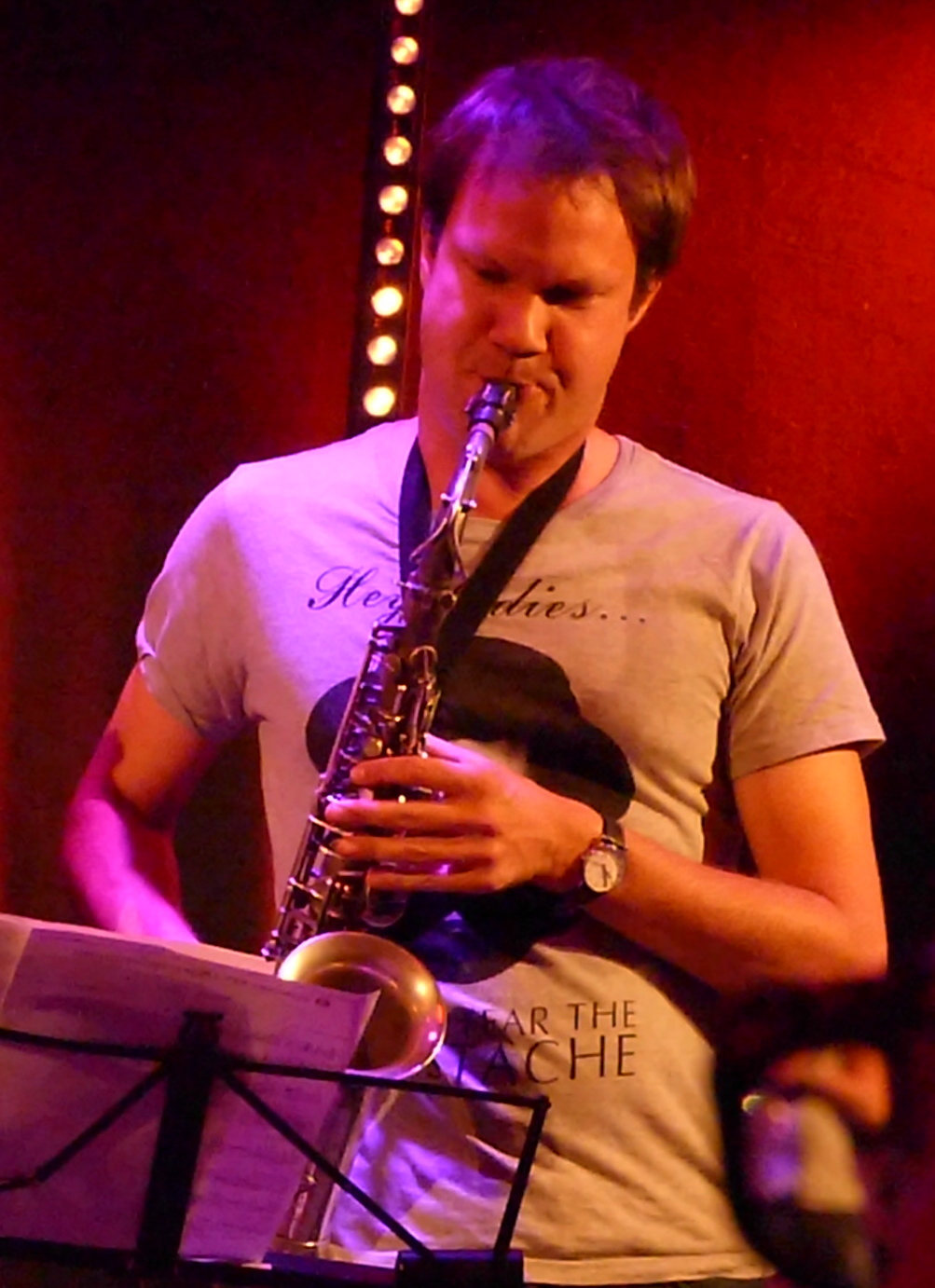
Joris Roelofs tijdens een optreden in Duitsland in 2012

Joris Roelofs (Aix-en-Provence, 21 februari 1984) is een Nederlands jazz-saxofonist (waaronder altsaxofoon), klarinettist en fluitist.
Roelofs begon op zijn zesde klassiek klarinet te spelen, toen hij twaalf was begon hij op de altsaxofoon. Op zijn zestiende verscheen hij in een televisieprogramma, waar hij speelde met het Orkest van het Oosten en het Jazz Orchestra of the Concertgebouw. In 2001 won hij de Pim Jacobsprijs en in 2003 kreeg hij als eerste niet-Amerikaan de Stan Getz/Clifford Brown Fellowship Award. In 2004 kreeg hij een Deloitte Jazz Award. Van 2005 tot 2010 was hij lid van het Vienna Art Orchestra. In die tijd studeerde hij ook af aan het Conservatorium van Amsterdam (2007). In 2008 kwam zijn eerste album als leider uit. Roelofs heeft onder meer een trio met Jesse van Ruller en Clemens van Veen. Ook speelt hij eerste saxofoon in het Jazz Orchestra of the Concertgebouw.
Roelofs heeft gespeeld met onder meer Brad Mehldau, Dee Dee Bridgewater, Sonny Fortune en de WDR Big Band Köln.

## Discografie
- Introducing Joris Roelofs (met Aaron Goldberg, Ari Hoenig en Matt Penman), material records, 2008
- Chamber Tones (met Jesse van Ruller en Clemens van der Feen), 2009
- Live at the Bimhuis (trio met Penman en Ted Poor), 2010
- Chamber Tones: The Ninth Planet, 2012
- Aliens Deliberating, 2014